# Трошина, Татьяна Михайловна
Татьяна Михайловна Трошина (12 мая 1947, Свердловск — 11 ноября 2016, Екатеринбург) — российский искусствовед. Кандидат искусствоведения, доцент.

## Биография
В 1972 году окончила отделение искусствоведения филологического факультета Уральского государственного университета, затем аспирантуру МГУ (научный руководитель — профессор Ю. К. Золотов). В 1992 году защитила кандидатскую диссертацию «Французский графический портрет XVII века».
Работала научным сотрудником (1967—1974), художником-реставратором (1974—1977) Свердловской картинной галереи. В 1973—1975 годах училась реставрации масляной живописи во Всесоюзном художественно-реставрационном центре им. И. Э. Грабаря.
В 1977 году стала сотрудником кафедры истории искусств УрГУ. Параллельно с работой в Уральском университете в 1990—2000 годах преподавала историю искусств в Гуманитарном университете (Екатеринбург), с 1993 года — доцент Екатеринбургского театрального института, где читала курс «История искусства, костюма и быта».
С 1993 по 2016 год — заведующая кафедрой музееведения и прикладной культурологии, с 2001 по 2016 год — заведующей научно-практической лабораторией экспертизы ценностей в индустрии культуры УрГУ (ныне — УрФУ). В период становления факультета искусствоведения и культурологии Уральского государственного университета принимала активное участие в разработке концепции преподавания музейного дела и организации кафедры музееведения.
Автор более 60 научных и учебно-методических трудов, организатор выставок и конференций, участник многих искусствоведческих симпозиумов в России и за рубежом. Руководитель тематического блока «Музеи» в Уральской исторической энциклопедии (1998, 2000) и энциклопедии «Екатеринбург» (2002).
Член комиссии по присуждению премий имени О. Е. Клера, экспертного совета конкурса «Лучший музей города», государственный эксперт территориального управления по сохранению культурных ценностей УрФО.
Член Союза художников Российской Федерации, Международной ассоциации художественных критиков (AICA) при ЮНЕСКО, Международной ассоциации искусствоведов (АИС).
Награждена нагрудным знаком «Почетный работник высшего профессионального образования Российской Федерации» (2007).
Супруг — кандидат медицинских наук, врач-психиатр В. Н. Южаков (1947—2003).
Скончалась 11 ноября 2016 года. Похоронена на Лесном кладбище Екатеринбурга.

## Научная деятельность
Научная работа в отделе западноевропейского искусства Свердловской картинной галереи в 1967—1974 гг. с графикой французских мастеров XVI—XIX вв., атрибуция произведений из коллекции князя П. А. Путятина, попавшей в галерею через коллекционера К. Н. Клопотова, легли в основу дипломной работы Татьяны Михайловны на искусствоведческом отделении филологического факультета Уральского государственного университета. Научным руководителем этой работы выступил заведующий отделом западного рисунка Государственного Эрмитажа кандидат искусствоведения Ю. И. Кузнецов.
В 1989 г. Трошина стала автором научной концепции и организатором выставки западноевропейского рисунка XVI—XIX вв. из собрания Свердловской картинной галереи. В эти же годы на основе обширного материала из собраний СКГ, Эрмитажа и музеев Европы ею была написана кандидатская диссертация о французском графическом портрете XVII в., руководителем которой был доктор искусствоведения Ю. К. Золотов.
Плодом многолетнего сотрудничества СКГ-ЕМИИ с Эрмитажем стала выставка «Эрмитаж спасенный», прошедшая в Екатеринбурге в 1995 г. и посвященная истории эвакуации ленинградского музея в Свердловск. Вместе с заместителем директора Эрмитажа по выставкам В. Ю. Матвеевым и директором ЕМИИ Н. Е. Ганебной Татьяна Михайловна выступила автором её концепции.
Благодаря работе с художественными собраниями Екатеринбурга и Нижнего Тагила, а также с документами Государственного архива Свердловской области, Татьяна Михайловна смогла исследовать сферу художественных интересов уральских заводчиков Демидовых: коллекционирование, меценатскую деятельность, влияние на развитие местной художественной жизни. Её находки уточнили атрибуцию многих произведений из екатеринбургского и нижнетагильского музейных собраний. С докладами на эти темы Т. М. Трошина неоднократно выступала на международных демидовских ассамблеях, её статьи печатались в сборниках Демидовского института. Она выступила одним из организаторов первой (Уральской) Демидовской ассамблеи в 1992 г. и сопровождавшей её выставки «Демидовы и Урал», которые состоялись в Нижнем Тагиле и Екатеринбурге.
В 1993 году Т. М. Трошина возглавила новую кафедру музееведения на факультете искусствоведения и культурологии Уральского государственного университета. Помимо кафедры ею была основана научно-практическая лаборатория экспертизы объектов культуры и искусства, а в 2014 г. при поддержке гранта Фонда В. Потанина была разработана магистерская программа «Экспертиза и реставрация объектов культуры».

### Научные публикации
- Опыт проекта «Эрмитаж спасенный» в социально-культурной среде Екатеринбурга // Музей и война: судьба людей, коллекций, зданий. Сб. докладов всерос. науч.-практ. конф., приуроченной к 80-летию Екатеринбургского музея изобразительных искусств и 75-летию эвакуации коллекций Государственного Эрмитажа на Урал. 4-6 апреля 2016 г. Екатеринбург, 2016. С. 240—241.
- Письма Эрнста Неизвестного как школа жизни // Эрнст Неизвестный и нонконформизм в искусстве СССР: Материалы круглого стола. Екатеринбург: Изд-во Квадрат, 2015. С. 44-51.
- Переформатирование границ конформизма и нонконформизма после «оттепели»: студия Н. Г. Чеснокова // Лабиринт: Журнал социально-гуманитарных исследований. 2015. № 2. С. 108—114.
- Корпоративные музеи и галереи как базы учебных практик // Музеи и музейщики: Проблемы профессионального образования. Материалы международной конференции 2014 г. СПб.: Изд-во Гос. Эрмитажа, 2015. С. 197—203.
- О свободе и цитате в художественном металле. Наталья Гончарова как «железная леди» // Художественный металл в России и Европе в XIX—XX веках. Сб. тез. всерос. науч.-практ. конф. Екатеринбург, 2015. С. 58.
- Культурное наследие региона в корпоративных музеях и галереях Урала / соавт. С. В. Корнилова // Актуальные проблемы современного краеведения на Среднем Урале: материалы Всерос. науч. конф. Екатеринбург: Изд-во Урал. ун-та, 2015. С. 44-53.
- Музей художника в структуре федерального университета // Аркадія. Культурологічний та мистецтвознавчий журнал [материалы конф. «Музеи и галереи в городской культуре», Одесса, 2011 г. ]. Одесса, 2013. С. 20-24.
- Музей в большом городе: возможности партнерских проектов // Уральское искусствознание и музейное дело: опыт, проблемы, перспективы. Сб. материалов всерос. искусствоведческих чтений памяти Б. В. Павловского 2011 г. Екатеринбург, 2013. С. 245—251.
- Об актуальности Просвещения (визуальные и тематические традиции английского Просвещения в современной сценографии) / соавт. Д. Петрова // Искусство театра: Вчера. Сегодня. Завтра: Сб. статей. Вып. 7. Екатеринбург: Кабинетный ученый, 2013. С. 24-33.
- L’Arte italiana nelle collezioni dei Demidoff // I Demidoff fra Russia e Italia. Gusto e prestigio di una grande famiglia in Europa dal XVIII al XX secolo. A cura di Lucia Tonini. Cultura e memoria. Vol. 50. Firenze: Leo S. Olschki, 2013. P. 33-46.
- Искусство Италии в коллекциях Демидовых // Демидовы в России и Италии. Опыт взаимного влияния российской и европейской культур в XVIII—XX веках на примере нескольких поколений семьи Демидовых. Москва, 2013. С. 192—208.
- Диапазон художественного вкуса XVIII века в материалах путешествий Демидовых по Европе // Культура индустриального Урала (XVIII—XX вв.): Сб. статей. Екатеринбург: Демидовский институт, 2010. С. 144—156.
- Визуальные объекты в материалах путешествий Демидовых по Европе // Известия Уральского государственного университета. Сер. 1, Проблемы образования, науки и культуры. Екатеринбург: Изд-во Урал. ун-та, 2010. № 1 (71). С. 203—211.
- Театр и зрелища в материалах путешествий Демидовых по Европе // Искусство театра: Вчера. Сегодня. Завтра: Сб. статей. Вып. 5. Екатеринбург: Журнал «Урал», 2010. С. 218—238.
- Современный интерактивный музей как пространство толерантности // Гуманитарные исследования на Урале и социальная практика: материалы всерос. науч. конф. Екатеринбург, 2010. С. 307—313.
- Современный интерактивный музей в медиапространстве // Современное искусство и художественный музей: комментарии: материалы двух круглых столов «Современное искусство в пространстве художественного музея», Санкт-Петербург, 2007 г. СПб.: Изд. дом С.-Петерб. гос. Ун-та, 2008. С. 177—183.
- Маркетинговые технологии музейного праздника // Праздник в пространстве современной городской культуры: материалы всерос. конф. с элементами научной школы для молодежи. Екатеринбург, 2009. С. 279—286.
- К вопросу о музейных конкурсах // Проблемы изучения и репрезентации художественного наследия в региональных музеях: сб. докл. всерос. науч.-практ. конф. посвящ. 70-летию Екатеринбург. музея изобраз. икусств; Искусствовед. чтения памяти Б. В. Павловского, 2006 г. Екатеринбург: Изд. дом Автограф, 2008. С. 169—174.
- Французское культурное наследие в музеях и архивах Урала // Франция — Россия. Проблемы культурных диффузий. Екатеринбург, 2007. С. 29-34.
- Интерактивный музей в современном медиапространстве // Медиакультура новой России. Методология, технологии, практики: материалы междунар. науч. конф. Екатеринбург, 2007. С. 308—317.
- Об иконостасе Выйско-Никольской церкви в Нижнем Тагиле // Вестник музея «Невьянская икона». Вып. 2. Екатеринбург, 2006. С. 155—159.
- Экран как инструмент в научно-просветительской и исследовательской работе музея // Экранная культура в современном медиапространстве: методология, технологии, практики. Екатеринбург: Уральский рабочий, 2006. С. 156—166.
- Музы и звезды: конкуренция и сотрудничество // Уральский федеральный округ. № 7. Екатеринбург: У-Фактория, 2006. C. 50-51.
- Город, имеющий такой музей, не назовешь провинциальным //Ирбит и Ирбитский край. Очерки истории и культуры. Екатеринбург, 2006. С. 199—211.
- Журнал путешествия Никиты Акинфиевича Демидова по иностранным государствам (1771—1773) (Комментарии). Екатеринбург: ИД Сократ, 2005.
- «Картинная галерея» на подносах как школа мастерства // Первые Худояровские чтения: Докл. и сообщения. Н. Тагил, 2004. С. 163—170.
- Западноевропейский рисунок XVI—XIX вв. // Екатеринбургский музей изобразительных искусств. Екатеринбург: Изд. Урал. ун-та, 2003. С. 84-93.
- Коллекции Демидовых в музеях и архивах Урала: (проект «Художественные коллекции Демидовых в музеях России») // Альманах Международного Демидовского Фонда. Вып. 2. М, 2003. С. 35-43.
- Рисунки ювелиров и камнерезов из фонда Демидовых // Альманах Международного Демидовского Фонда. Вып. 3. М., 2003. С. 95-97.
- «Пять чувств» на «дорогах жизни»: туризм между глобализацией и терроризмом // Туризм Уральского региона: проблемы, привлекательность, перспективы, технологии: Материалы междунар. науч.-практ. конф. Т. 2. Екатеринбург, 2002. С. 183—187.
- Демидовы-коллекционеры: плоды просвещения или шик «парвеню»? // От частной коллекции — к государственному музею: Докл. и тез. регион. науч.-практ. конф. Екатеринбург, 2002. С. 115—124.
- Люди и песни времен д’Артаньяна // Золотой. Серебряный. Железный. Сб. мат. науч. конф. Курск: Изд-во Курск. гос. пед. ун-та, 2002. С. 85-95.
- Музей как феномен консолидации культур // Культура, власть, общество: пути интеграции: Сб. материалов науч.-практ. конф. Екатеринбург, 2002. С. 105—115.
- Музей как машина времени // Уральский федеральный округ. № 11/12. Екатеринбург, 2002. С. 83-85.
- Эрмитаж // Екатеринбург: Энциклопедия. Екатеринбург, 2002. С. 671.
- Музейное дело / соавт. Л. И. Зорина, А. В. Сперанский // Екатеринбург: Энциклопедия. Екатеринбург, 2002. С. 369—370.
- Музей радио им. А. С. Попова // Екатеринбург: Энциклопедия. Екатеринбург, 2002. С. 369.
- Музей памяти воинов-интернационалистов «Шурави» // Екатеринбург: Энциклопедия. Екатеринбург, 2002. С. 369.
- Музей молодежи Урала // Екатеринбург: Энциклопедия. Екатеринбург, 2002. С. 369.
- Музей истории камнерезного и ювелирного искусства Урала // Екатеринбург: Энциклопедия. Екатеринбург, 2002. С. 368—369.
- «Тагильские игры» как образ свободы // Глобализация и возможности российско-американского сотрудничества в бизнесе, образовании и культуре: Материалы конф. Екатеринбург, 2001. С. 164—166.
- «Тагильские игры» как образ свободы // Современное искусство: экология искусства в индустриальном ландшафте. Н. Тагил, 2001. С. 77.
- Музей, театр или храм?: О некоторых особенностях музейной работы // Актуальные проблемы культурологии: материалы науч.-практ. конф. Екатеринбург, Изд-во Урал. ун-та, 2001. С. 123—128.
- Музей: храм или театр? Тезисы о метаморфозах музея // Искусство театра: Вчера. Сегодня. Завтра. Вып. 2. Екатеринбург, Изд-во Урал. ун-та, 2000. С. 62-70.
- Черты маньеризма в художественном языке барокко // Культура эпохи барокко (философия, литература, изобразительное искусство, архитектура, музыка): Тез. докл. регион. науч.-практ. конф. Екатеринбург, 2000. С. 23-27.
- Экспертиза в контексте специализации «Музееведение» // Сохранение культурных ценностей: проблемы и перспективы: Докл. и тез. всерос. науч.-практ. конф. Екатеринбург, 2000. С. 71-74.
- Рисунок как объект и материал экспертизы // Сохранение культурных ценностей: проблемы и перспективы: Докл. и тез. всерос. науч.-практ. конф. Екатеринбург, 2000. С. 85-86.
- Хранители традиций // Урал. Золотая книга. Культурные ценности. Екатеринбург, 2000. С. 24-28.
- Раев Василий Егорович // Уральская историческая энциклопедия. Екатеринбург, 2000. С. 450.
- Веденецкий (Веденцов) Павел Петрович // Уральская историческая энциклопедия. Екатеринбург, 2000. С. 109.
- Музейное дело / соавт. Н. Н. Тагильцева // Уральская историческая энциклопедия. Екатеринбург, 2000. С. 349—350.
- Республиканский краеведческий музей Удмуртии / соавт. К. И. Куликов // Уральская историческая энциклопедия. Екатеринбург, 2000. С. 459.
- Пушкин и Кипренский: идея свободы в жизни и творчестве // Отечественная культура в контексте мирового культурно-исторического процесса: Тез. докл. IV междунар. науч. конф. Екатеринбург, 1999. С. 37-40.
- Пушкин и Кипренский: идея свободы в жизни и творчестве // XXI век: будущее России в философском измерении: Материалы Второго Рос. филос. конгр. Ч. 2. Екатеринбург, 1999. С. 131—132.
- Кипренский и Пушкин: образ свободы // Урал. № 6. Екатеринбург, 1999. С. 189—193.
- О собирательной и меценатской деятельности Демидовых в первой половине XIX века (По материалам архивов) // Коллекционеры и меценаты дореволюционного Урала. Екатеринбург: Банк культурной информации, 1999. (Сер. «Очерки истории Урала»; вып. 8; «Меценаты и коллекционеры Урала»). С. 69-80.
- Коллекционирование и меценатство на Урале (хранители традиций) / соавт. О. К. Пичугина // Золотая книга Урала (Культурные ценности). Екатеринбург, 2000. С. 24-28.
- Раев Василий Егорович // Уральская историческая энциклопедия. Екатеринбург, 1998. С. 440.
- Веденецкий (Веденцов) Павел Петрович // Уральская историческая энциклопедия. Екатеринбург, 1998. С. 107.
- Музейное дело / соавт. Н. Н. Тагильцева // Уральская историческая энциклопедия. Екатеринбург, 1998. С. 342—344.
- Республиканский краеведческий музей Удмуртии / соавт. К. И. Куликов // Уральская историческая энциклопедия. Екатеринбург, 1998. С. 448.
- Мотивы западноевропейского искусства в творчестве нижнетагильских мастеров первой половины XIX века // Россия и Западная Европа: взаимодействие индустриальных культур. 1700—1950 гг.: материалы междунар. науч. конф., г. Нижний Тагил, 1996 г. Т. 2. Екатеринбург: Банк культурной информации, 1997. С. 179—182.
- Театральные мотивы во французском графическом портрете XVII в. : (Театр портрета во французской графике XVII в.) // Искусство театра: Вчера. Сегодня. Завтра. Ч. 1. Екатеринбург: Изд-во Урал. ун-та, 1997. С. 94-114.
- Демидовы и прикладное искусство Урала // Уральская старина: Литературно-краеведческие записки. Вып. 3. Екатеринбург, 1997. С. 159—170.
- «Насмешники» Клода Меллана и особенности аллегорического языка французской гравюры XVII века // Искусство Франции и проблемы русско-французских художественных связей: Материалы науч. конф. СПб.: Гос. Эрмитаж, 1996. С. 20-22.
- I Demidoff colleziоnisti e mecenati nella prima meta del XIX secolo, dalle carte dell’archivo di Ekaterinburg // I Demidoff a Firenze e in Toscana. Firenze: Leo S. Olschki, 1996. P. 145—156.
- Второе пришествие Эрмитажа. Диалог об одном культурном событии: [О выставке «Эрмитаж спасенный»] / соавт. В. П. Лукьянин // Урал. N 6. Екатеринбург: Уральский рабочий, 1995. С. 237—243.
- Рукописный сборник французских сатирических песен XVII—XVIII веков из библиотеки Демидовых // Демидовский временник: Ист. альманах. Кн. 1. Екатеринбург: Демидовский институт, 1994. С. 338—348.
- Робер Нантейль — художник и теоретик искусства // Духовная культура: проблемы и тенденции развития: Тез. докл. всерос. науч. конф. Сыктывкар, 1994. С. 11-14.
- Художники Арзамасской школы на Урале // Одиннадцатые Бирюковские чтения: Тез. докл. Шадринск, 1994. С. 69-70.
- П. П. Веденецкий на Урале : (Провинциальный художник в ситуации диалога культур) // Русская культура и мир: Тез. докл. II междунар. науч. конф. Н. Новгород, 1994. Ч. 1: Культурология, история, философия, психология. С. 46-48.
- Новые материалы об истоках бронзолитейного производства на Урале // Художественный металл Урала XVIII—XX вв.: Материалы конф. Екатеринбург: Внешторгиздат, 1993. С. 49-54.
- Новые материалы о художественной жизни Нижнего Тагила первой половины XIX века // Художественная культура Пермского края и её связи: Материалы науч. конф. Пермь, Пермская книга, 1992. С. 141—145.
- Французский графический портрет XVII века : Автореф. дис. … канд. искусствоведения. Моск. ун-т. М.: Б. и., 1992. 23 с.
- Краски истории / соавт. О. А. Уроженко // Урал. № 7. Екатеринбург, 1990. С. 191—192.
- Западноевропейский рисунок XVI—XIX веков: каталог выставки (авт. вступ. ст. и сост.). Свердловск: Внешторгиздат, 1989. 52 с.
- Два провинциальных портрета из Свердловского музея изобразительных искусств // Из истории художественной культуры Урала: Сб. науч. тр. Свердловск: УрГУ, 1988. С. 56-63.
- Французский рисунок в собрании Свердловской картинной галереи // Из истории художественной культуры Урала: Сб. науч. тр. Свердловск: УрГУ, 1980. С. 108—125.